# Georg Kenzian
Georg Kenzian, avstro-ogrski častnik, vojaški pilot in letalski as, * 1894, Linz, † 1953, Dunaj.
Nadporočnik Kenzian je v svoji vojaški službi dosegel 9 zračnih zmag.

## Življenjepis
Med prvo svetovno vojno je bil pripadnik Flik 24 in Flik 55J.

## Odlikovanja
- železni križec II. razreda